# 冀儁
冀儁，字僧儁，太原郡阳邑县（今山西省晋中市太谷区）人，南北朝时期北魏末年至北周书法家、官员。
冀儁他性格沉稳，擅长隶书，尤其在临摹方面技艺高超。532年（太昌元年），在贺拔岳麾下担任墨曹参军。534年（永熙三年），贺拔岳被侯莫陈悦杀害后，冀儁被宇文泰征召，担任其记室。宇文泰为了讨伐侯莫陈悦，命令冀儁伪造魏帝的敕书，送往费也头部，以争取他们的援军。冀儁所写的“敕书”极为逼真，完全没有被识破，费也头于是派遣一千名士兵，听从宇文泰的指挥。535年（大统元年），西魏建立后，冀儁被任命为丞相府城局参军，封为长安县男。537年（大统三年），他随军参与了弘农之战和沙苑之战，爵位晋升为长安县子，还兼任华州中正。547年（大统十三年），转任襄乐郡太守。在此期间，他曾教授宇文毓、宇文震等人隶书。此外，他还向宇文泰提议，将苍颉列入先圣、先师之列，在释奠礼中加以祭祀。后来，他历任黄门侍郎、并州大中正，逐渐晋升为抚军将军、右金紫光禄大夫、都督、通直散骑常侍、车骑大将军、仪同三司。558年（周明帝二年），冀儁以原有官职担任大使，巡视各州郡，考察当地风俗。返回长安后，被任命为小御正。不久，又出任湖州刺史，因清廉的治理而闻名。之后，他被加授骠骑大将军、开府仪同三司，改封为昌乐县伯，爵位进一步晋升为昌乐县侯。后来因病去世。